# فرانثيسكو كاسكاليس
فرانسيسكو كاسكالس (مرسية، نحو 1559 - مرسية، 30 نوفمبر 1642) كان أديبًا وعالمًا إنسانيًا إسبانيًا.

## السيرة الذاتية
كان فرانسيسكو كاسكالس إنسانيًا وفيلولوجيًا ومؤرخًا وُلد في مرسية نحو عام 1559 وتوفي عام 1642. لا تتوافر سوى معلومات قليلة عن أسرة الكاتب؛ ويبدو أنه كان له أخ توأم. لم يذكر والديه مطلقًا، كما لم يتحدث عن أسرته أو عن محيطها المحتمل، وينطبق الأمر ذاته على معاصريه، مما يُفترض معه أنه كان ابنًا غير شرعي.
من دراسة النحو يبدو من المؤكد أنه انتقل إلى الحياة العسكرية (عام 1585)، حيث خدم في الأراضي المنخفضة (هولندا) وفي فرنسا. قضى هناك جزءًا كبيرًا من شبابه، ثم عاد «مُعجبًا بأولئك الإنسانيين البارزين» (كما يذكر في الرسائل الفيلولوجية). كان على اتصال بإنسانيين مرموقين، كما سافر إلى إيطاليا، حيث يُحتمل أنه ارتاد إحدى الجامعات، وأخيرًا إلى نابولي، حيث كان صديقًا لشعراء إسبان مشهورين، رغم أن أياً من هذه الادعاءات لم تثبت وثائقيًا. المؤكد أنه أقام في غرناطة، على الأقل بين عامي 1592 و1594، قبل أن يستقر في قرطاجنة، التي أصبحت مركزًا مرجعيًا لأعماله، حيث تزوج عام 1595 وكتب خطاب عن مدينة قرطاجنة (1598)، الذي امتدح فيه شعراء المدينة. هناك حصل على وظيفة معلم للنحو (1597) بتعيين من مجلس المدينة، ولاحقًا تولى كرسي اللغة اللاتينية في الكلية الكبرى لسان فولخنسيو في مرسية (1601).
يبدو أنه ألَّف أوتوس (قطعًا مسرحية دينية) وكوميديات، فُقدت اليوم، كانت مخصصة للاحتفالات تكريمًا لهذا القديس (القديس الراعي). في المقابل، ما زال محفوظًا له كتاب الخُطب التاريخية عن المدينة النبيلة والوفية للغاية مرسية (1621)، الذي جمعه بصفته مؤرخًا للمدينة. تزوج ثلاث مرات، ولم يُرزق بأبناء إلا من زوجته الأخيرة، التي كانت شقيقة الشاعرين بيدرو وبرتولومي فيرير مونيوث. كما سُجن وهو لا يزال شابًا، على ما يبدو، في قلعة تشينتشيا.
بصفته إنسانيًا بارزًا، كان من أنصار المحاكاة الانتقائية، وتألق كمُعلِّم في قواعد الأدب. وكشاعر، استحق ثناء صديقه لوبي دي فيغا عليه في غار أبولو. في كتابه الجداول الشعرية (Tablas poéticas) لعام 1604، الذي طُبع عام 1617 بفضل تدخل دييغو دي سابيدرا فاخاردو وبمساعدة كونت كاسترو، استند بشكل خاص إلى الفن الشعري (L’arte poetica) لأنطونيو سيباستياني مينتورنو، وإلى شرح فرانشيسكو روبورتيللو.
كتب أيضًا أبيجرامات (شذرات شعرية) باللاتينية مستوحاة من مارتيال، وترجم الفن الشعري (Ars Poetica) لـ هوراس، وألّف حوله أيضًا رسالة باللاتينية بعنوان:
Epistola Horatii Flacci de Arte Poetica in methodum redacta versibus Horatianis stantibus, ex diversis tamen locis ad diversa loca translatis (فالنسيا، سيلفستري إسبارسا، 1639).
ألّف كذلك مختارات في العَروض (Florilegio de versificación) و ملحمة عن السيد (الـ Cid) لكنه لم يُكملها.
ومع ذلك، فإن عمله الأكثر شهرة هو الرسائل الفيلولوجية. وله عنوان فرعي طويل ومعقد: وهو عن الآداب الإنسانية، والمعرفة المتنوعة، وشرح الأماكن، والدروس الطريفة، والوثائق الشعرية، والملاحظات، والطقوس والعادات، وكثير من الحكم الرائعة (مرسية، لويس فيروس، 1634). الكتاب يستند إلى مراسلة سرية بين كاسكاليس وعلماء معاصرين له، جُمعت عام 1626 ونُشرت في نفس العام.
Cartas filológicas، بجمالها اللفظي الكبير، تُعدّ بمثابة نوع من «سيلفا» من الدروس المتنوعة، تتناول عددًا كبيرًا من المواضيع، وتُعدّ تمهيدًا واضحًا لنشأة فن المقالة باللغة الإسبانية. وتتضمن هذه الرسائل أحكامًا تاريخية وجمالية مهمة، وإن كانت أحكامًا أحادية الجانب ومثيرة للجدل، كما في حالة رأيه في لويس دي غونغورا، لكن ذلك يعود إلى أن كاسكاليس كان يسعى من خلالها إلى إظهار براعته الفكرية.
الرسائل الفيلولوجية (Cartas filológicas)
أي: في الآداب الإنسانية، ومعارف متنوعة، وتفسيرات لمواضع، ودروس فضولية، ووثائق شعرية، وملاحظات، وطقوس وعادات، والعديد من الأقوال البديعة.
المؤلف: الفقيه فرانثيسكو كاسكاليس (Francisco Cascales).
ملخص الامتياز والموافقات الخاصة بهذا الكتاب
الكأس فارغة. (تعبير رمزي قد يعني "لا مزيد من الامتيازات" أو "تمت الموافقة دون شروط")
الإهداء
إلى السيد دون خوان ديلغاديو كالديرون.
الجزء الأول من "الرسائل الفيلولوجية" – العِقد الأول (Década primera)
الرسالة الأولى
إلى دون ألونسو فاخاردو، فارس من وسام ألكانتارا، وقائد قلعة، وسيد على إسبيناردو، وأونتور، وألباتانا، وحاكم وقائد عام للفلبين:
يتناول كيف ينبغي أن يتصرّف أثناء رحلته مع رجاله.
الرسالة الثانية
إلى الدكتور دون دييغو دي رويدا، رئيس شمامسة الكنيسة المقدسة في قرطاجنة:
ضد الآداب وكل أنواع الفنون والعلوم. تجربة في الذكاء.
الرسالة الثالثة
إلى فارس أنهى دراسته، وهو في حيرة: هل يذهب إلى الحرب أم يبقى في بلده ليخدم كعضو في مجلس المدينة:
تعليمات حول كيف ينبغي أن يتصرف، سواء في الحرب أو أثناء تأدية مهام عمله كعضو مجلس.
الرسالة الرابعة
إلى الفقيه خيرونيمو مارتينيث دي كاسترو، قسيس أسقف بلاسينثيا:
دفاعًا عن الديوك المغنية (التي تُغنّى بها التراتيل)، ضد من كتب ضدها.
الرسالة الخامسة
إلى دون خوسيه ألاخون:
حول اللون الأرجواني و"السِّينْدُون" (نوع من الأقمشة أو لباس مقدّس).
الرسالة السادسة
إلى الفقيه دييغو ماگاستري، والفقيه ألونسو دي لا موتا:
حول الرقم الثلاثي (الثالوث أو دلالات الرقم 3).
الرسالة السابعة
إلى الفقيه أندريس دي لا پارّا، من كهنة الكنيسة المقدسة في طليطلة:
حول اسم "تاجو" (نهر التاجة) وأمور أخرى تتعلق بمدينة طليطلة.
الرسالة الثامنة
إلى الفقيه لويس تريبالدو دي توليدو:
حول غموض "بوليفيمو" و"العزلات" (Soledades) لـ لويس دي گونگورا.
الرسالة التاسعة
من دون فرانثيسكو ديل بيّار إلى الأب الأستاذ الراهب خوان أورتيث، وزير الثالوث الأقدس في مرسية:
حول الرسالة السابقة المتعلقة بـ"البوليفيمات" (الأساطير المتعلقة ببوليفيمو).
الرسالة العاشرة
إلى دون فرانثيسكو ديل بيّار، من الفقيه فرانثيسكو كاسكاليس:
ردًا على دفاعه (ضد دفاعه أو رده السابق).
الجزء الثاني من "الرسائل الفيلولوجية" – العِقد الثاني (Segunda década)
الرسالة الأولى
إلى الدكتور سالفادور دي ليون:
ضد أصحاب الشعر الأحمر (الـ bermejos، وقد تُشير إلى مجموعة أو طائفة معينة، أو تكون رمزًا ساخرًا).
الرسالة الثانية
إلى دون توماس تامايو إي بارگاس، المؤرخ الرسمي لجلالة الملك:
دفاعًا عن بعض المواضع في مؤلفات فيرجيليو (Vergilio).
الرسالة الثالثة
إلى "أبولو إسبانيا"، لوبي دي بيگا كاربّيو:
دفاعًا عن المسرحيات وطريقة عرضها.
الرسالة الرابعة
إلى الفقيه نيكولاس دابيلا:
حول الإملاء في اللغة القشتالية (الإسبانية).
الرسالة الخامسة
إلى دون خوسيه دي بيّيثير:
يدافع فيها المؤلف عن نفسه ضد اتهامات نسبت إليه ظلمًا بوجود أخطاء.
الرسالة السادسة
إلى دون خوان دي ساابيدرا، رئيس التراتيل في كنيسة قرطاجنة:
حول موضع في كتابات شيشرون يتحدث فيه عن طقوس الزواج الوثني (gentílico).
الرسالة السابعة
إلى الأب الراهب خوان أورتيث، أستاذ في اللاهوت ووزير دير الثالوث الأقدس بمدينة قرطبة:
حول الفرق بين استخدام العربات في الماضي والحاضر.
الرسالة الثامنة
إلى الفقيه بارتولومي فيرير مونيوث، [كاهن بلدتي إيار وإنستينثيون]:
حول تربية دودة القز وصناعة الحرير.
الرسالة التاسعة
إلى الدكتور فرانثيسكو يانييث إي توماس:
حول الكروم والأقبية (كروم العنب وصناعة النبيذ).
الرسالة العاشرة
إلى الأستاذ خيمينيث پاتون، أستاذ الأدب الإنساني في بلدة بيّانويبا دي لوس إنفانتس:
حيث يُرسِل له العديد من الأشعار القصيرة (epigramas) في مواضيع متنوعة.
الجزء الثالث من "الرسائل الفيلولوجية" – العِقد الثالث (Década tercera)
الرسالة الأولى
إلى السيدة دونيا أنطونيا فاليرو دي إسلابا:
تتضمّن تعليمات للفتيات العذراوات المقبلات على الزواج.
الرسالة الثانية
إلى الفقيه فرانسيسكو دي كوينكا، أستاذ العلوم الإنسانية في مدينة خاين:
حول معاناته الشديدة من الإرهاق بسبب كثرة الدراسة.
الرسالة الثالثة
إلى الفقيه خوان دي أغيلار، أستاذ العلوم الإنسانية في مدينة أنتيكيرا:
في مدح علم النحو.
الرسالة الرابعة
إلى الأب الراهب الأستاذ فرانسيسكو إنفانتي، من رهبنة الكرمل:
تتضمّن العديد من الطرائف والمعلومات حول الحمّامات والينابيع الساخنة عند الرومان.
الرسالة الخامسة
إلى الفقيه بيدرو فيرير مونيوث، قاضي الملك في مدينة قرطبة:
وهي بمثابة دليل في فن الحكم الرشيد والإدارة الحكيمة.
الرسالة السادسة
إلى الفقيه أندريس دي سلباتييرا:
حول اللغة والأسلوب الذي يجب أن يستخدمه الواعظون والخطباء في المنابر.
الرسالة السابعة
إلى الدكتور فرانسيسكو تيييس بيثيرا، من كهنة مدينة لوركا:
في نقد الأحجار الكريمة.
الرسالة الثامنة
إلى القبطان دون خوان ديلغاديو كالديرون:
يتناول نسب عائلات ديلغاديو، ومانويل، وفيّاسينيور، وبورثيل.
الرسالة التاسعة
من الأستاذ بيدرو غونثاليث دي ثيبولبيدا إلى الفقيه فرانسيسكو كاسكالس:
حول كتابه "الجداول الشعرية" (Tablas poéticas).
الرسالة العاشرة
إلى الأستاذ بيدرو غونثاليث دي ثيبولبيدا، أستاذ البلاغة في جامعة الكالا دي إناريس:
يرد فيها الفقيه فرانسيسكو كاسكالس على الرسالة السابقة.
كتاب "الإنساني فرانسيسكو كاسكالس" للمؤلف خوستو غارسيا سوريانو، الصادر عام 1924، يُعدّ دراسة بارزة عن حياته وأعماله، ولا يزال يُعدّ مرجعًا مهمًا حتى اليوم. ومع ذلك، يشير المؤلف منذ البداية إلى أن كاسكالس كان شخصية غير معروفة على نطاق واسع.
أما Cartas filológicas، فقد بدأ غارسيا سوريانو في نشرها عام 1961، وهي تُعدّ من الكتب الجذابة بشكل فريد بسبب لغتها وموضوعاتها.
ورغم قيمتها وأهميتها وجمالها اللغوي، فإن هذا العمل لا يزال نادر القراءة حتى اليوم.